# Masacre de la Escuela Consolidada de Bath
La Explosión en la Escuela Consolidada de Bath, también conocido como desastre de la escuela Bath fue una serie de ataques violentos perpetrados por Andrew Kehoe contra la Bath Consolidated School en Bath Charter Township, Míchigan, Estados Unidos, el 18 de mayo de 1927. Los ataques mataron a 38 niños y 6 adultos, y al menos otras 58 personas resultaron heridas. Antes de las explosiones en la escuela, Kehoe había asesinado a su esposa, Nellie Price Kehoe, y había destruido su granja con bombas incendiarias. Al llegar al lugar de la explosión en la escuela, Kehoe murió cuando detonó explosivos escondidos en su camioneta.
Kehoe, el tesorero de la junta escolar de 55 años, estaba enojado por el aumento de impuestos y su derrota en las  elecciones para secretario municipal del 5 de abril de 1926. Los lugareños pensaron que planeó su "venganza asesina" tras esta derrota pública. Kehoe tenía fama de ser difícil, tanto en la junta escolar como en los tratos personales. Además, en junio de 1926 se le notificó que su hipoteca iba a ser ejecutada. Durante gran parte del año siguiente, Kehoe compró explosivos y los escondió en secreto en su propiedad y debajo de la escuela.
El día de la masacre, Kehoe provocó explosiones en su granja y en la Escuela Consolidada de Bath, destruyendo su granja y arrasando el ala norte de la escuela. Cuando comenzaron los esfuerzos de rescate, Kehoe llegó al patio de la escuela en su camioneta llena de metralla y provocó una segunda explosión, matándose a sí mismo y a otras cuatro personas, además de herir a varios transeúntes.
Durante los esfuerzos de rescate y recuperación, los buscadores descubrieron otras 500 libras (230 kg) de explosivos debajo del ala sur de la escuela que estaban programados para estallar simultáneamente con la explosión inicial. Al parecer, Kehoe tenía la intención de destruir toda la escuela y a todos los que estaban en ella.

## Trasfondo

### Municipio de Bath
Bath Charter Township es un municipio civil ubicado a 10 millas (16 km) al noreste de la ciudad de Lansing en el estado estadounidense de Míchigan. El municipio cubre 31 millas cuadradas (80 km²) y el pequeño pueblo no incorporado de Bath está dentro de sus límites. El municipio en sí se encuentra dentro del condado de Clinton, Míchigan, un área de unas 566 millas cuadradas  (1,470 km²).
A principios de la década de 1920, la zona era aun principalmente agrícola. Después de años de debate, los votantes del municipio de Bath aprobaron la creación de un distrito escolar consolidado en 1922, junto con un aumento en los impuestos a la propiedad del municipio para pagar una nueva escuela. Cuando la escuela abrió, tenía 236 estudiantes matriculados desde el primer grado (5-6 años) al duodécimo (13-14 años). La creación de la escuela fue controvertida, pero Monty Ellsworth escribió en su libro sobre el desastre que las escuelas consolidadas tenían grandes ventajas sobre las escuelas rurales más pequeñas, a las que reemplazaron. Todos los propietarios de tierras dentro del área del municipio tuvieron que pagar impuestos a la propiedad ad valorem más altos. En el momento del ataque, Bath Township tenía alrededor de 300 residentes adultos.

### Andrew Kehoe

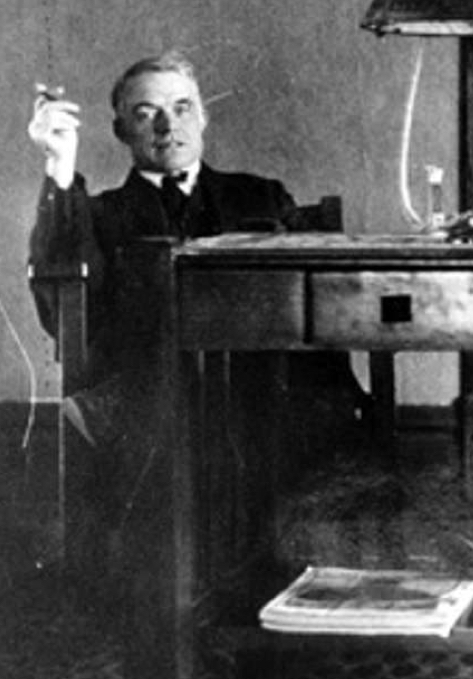
Andrew Kehoe, c. 1920.

Andrew Philip Kehoe nació en Tecumseh, Míchigan, el 1 de febrero de 1872, en una familia de trece hijos y asistió a la escuela secundaria local. Después de graduarse, estudió ingeniería eléctrica en el Michigan State College en East Lansing y se mudó a San Luis, Misuri, donde trabajó como electricista durante varios años. En algún momento durante este período, Kehoe sufrió una lesión en la cabeza en una caída y estuvo semiconsciente o en coma durante un período de varias semanas. Más tarde regresó a Michigan y a la granja de su padre.
Después de la muerte de su madre, el padre de Kehoe se casó con una viuda mucho más joven, Frances Wilder, y nació una hija. El 17 de septiembre de 1911, cuando su madrastra intentó encender la estufa de petróleo de la familia, esta explotó y le prendió fuego. Kehoe le arrojó un balde de agua, pero el fuego era a base de petróleo y su acción propagó más rápidamente las llamas, que envolvieron e inmolaron su cuerpo. Las heridas fueron fatales y ella murió al día siguiente. Algunos de los vecinos posteriores de Kehoe en Bath Township creían que él había causado la explosión de la estufa.
Kehoe se casó con Ellen "Nellie" Price en 1912, a la edad de 40 años. Siete años más tarde se mudaron a una granja en las afueras de Bath Township. Se decía que Kehoe era confiable, hacía favores y trabajaba como voluntario para sus vecinos. También fue descrito como notoriamente impaciente ante cualquier desacuerdo; Había matado a tiros al perro de un vecino que había entrado en su propiedad y lo molestaba con sus ladridos. También había matado a golpes a uno de sus caballos cuando no cumplió con sus expectativas.
Kehoe tenía fama de frugal y fue elegido en 1924 administrador de la junta escolar durante tres años y tesorero durante un año. Abogó firmemente por impuestos más bajos, y más tarde el superintendente de la junta, M. W. Keyes, dijo que "luchó contra el gasto de dinero en el equipo más necesario". Se consideraba difícil trabajar con Kehoe, a menudo votaba en contra del resto de la junta, quería salirse con la suya y discutía con las autoridades financieras del municipio. Protestó diciendo que había pagado demasiado en impuestos y trató de reducir el valor de su propiedad para pagar menos.
En 1922, el impuesto escolar de Bath Township era de $ 12,26 por cada $ 1000 de valoración de una propiedad, siendo la valoración de la granja de Kehoe de $ 10 000 (equivalente a $ 174 831 en 2022). En 1923, la junta escolar aumentó el impuesto a 18,80 dólares por cada mil dólares de valoración y en 1926 los impuestos subieron a 19,80 dólares. Esto significó que la obligación tributaria de Kehoe pasó de $122,60 en 1922 (equivalente a $2,143 en 2022) a $198,00 en 1926 (equivalente a $3,273 en 2022). En junio de 1926, se notificó a Kehoe que la viuda del tío de su esposa, que tenía la hipoteca sobre su propiedad, había iniciado un proceso de ejecución hipotecaria. Después del desastre, el sheriff local que había entregado el aviso de ejecución hipotecaria informó que Kehoe había murmurado: "Si no hubiera sido por ese impuesto escolar de $300, podría haber pagado esta hipoteca". La Sra. Price, la titular de la hipoteca, también informó que Kehoe había declarado: "Si yo no puedo vivir en esa casa, nadie más lo hará", cuando ella le mencionó la ejecución hipotecaria.
Kehoe fue designado en 1925 como secretario municipal temporal, pero fue derrotado en las elecciones del 5 de abril de 1926 para ese cargo. Este rechazo público por parte de la comunidad lo enfureció. Ellsworth especuló que esta derrota desencadenó el deseo de Kehoe de "venganza asesina", utilizando las explosiones para destruir la Escuela Consolidada de Bath y matar a los niños de la comunidad y a muchos de sus miembros. En Bath Massacre - America's First School Bombing, Arnie Bernstein cita la Lista de verificación de psicopatía de Robert D. Hare y dice que Kehoe "encaja muy bien en el perfil". La Dra. Mary Ellen O'Toole de la Universidad Carnegie Mellon, jefa del Departamento de Ciencias Forenses de la CMU, ha declarado que Kehoe podría describirse como un "recolector de injusticias", es decir, alguien que colecciona obsesivamente los desaires percibidos junto con sus desgracias personales, aferrándose a estos sentimientos de persecución hasta que el individuo se siente obligado a arremeter.
El vecino de Kehoe, A. McMullen, notó que Kehoe había dejado de trabajar en su granja por completo durante la mayor parte del año anterior y había especulado que Kehoe estaba planeando suicidarse. Kehoe le había regalado uno de sus caballos alrededor de abril de 1927, pero McMullen lo devolvió por este motivo. Más tarde se descubrió que Kehoe había cortado todas sus vallas de alambre como parte de sus preparativos para destruir su granja, había anillado los árboles jóvenes de sombra para matarlos y había cortado sus vides antes de volver a colocarlas en sus tocones para ocultar los daños. Recogió madera y otros materiales y los guardó en el cobertizo de herramientas, que más tarde destruyó con una bomba incendiaria.
En el momento del ataque, Nellie Kehoe había enfermado crónicamente con lo que parecía tuberculosis, para la cual no existía tratamiento ni cura eficaz en ese momento. Sus frecuentes estancias en el hospital pueden haber contribuido a la deuda de la familia. Kehoe había dejado de realizar pagos de hipotecas y seguros de vivienda meses antes.

### Compra y colocación de explosivos

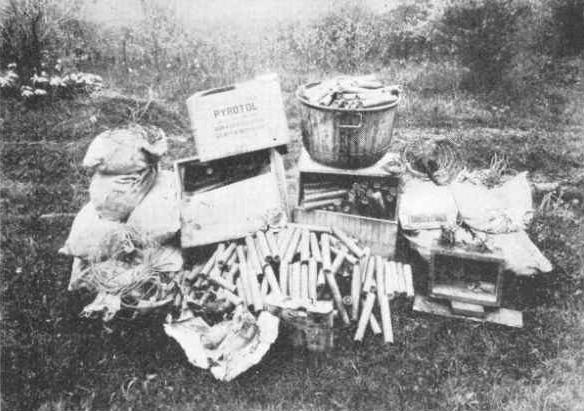
Explosivos recuperados bajo la escuela.

No hay indicios claros de cuándo Kehoe tuvo la idea de masacrar a los escolares y a la gente del pueblo, pero Ellsworth, que era un vecino, pensó que concibió su plan después de ser derrotado en las elecciones administrativas de 1926. El consenso de la gente del pueblo fue que había trabajado en su plan al menos desde el agosto anterior. M.W. Keyes, miembro de la Junta Escolar de Bath, fue citado por The New York Times:
No tengo ninguna duda de que el otoño pasado [1926] hizo planes para volar la escuela ... Era un electricista experimentado y la junta lo contrató en noviembre para hacer algunas reparaciones en el sistema de iluminación de la escuela. Tuvo entonces amplia oportunidad de colocar los explosivos y tender los cables para detonarlos.
Kehoe tuvo libre acceso al edificio de la escuela durante las vacaciones de verano de 1926. Desde mediados de 1926, comenzó a comprar más de una tonelada de pirotol, un explosivo incendiario utilizado por los agricultores de la época para excavar y quemar escombros. En noviembre de 1926 condujo hasta Lansing y compró dos cajas de dinamita en una tienda de artículos deportivos. La dinamita también entonces se usaba comúnmente en las granjas, por lo que su compra de pequeñas cantidades de explosivos en diferentes tiendas y en diferentes fechas no levantó ninguna sospecha. Los vecinos informaron haber escuchado explosiones en la granja y uno de ellos lo llamó "el granjero dinamitero".
Después del desastre, se informó que los investigadores de la Policía Estatal de Michigan habían descubierto que se había robado una cantidad considerable de dinamita del sitio de construcción de un puente y que Kehoe era sospechoso del robo. Los investigadores también recuperaron un contenedor de gasolina, equipado con un tubo, en el sótano de la escuela; Los investigadores especularon que Kehoe había planeado que los vapores de gasolina se encendieran debido a una chispa que esparciría gasolina ardiendo por todo el sótano. En la sección intacta de la escuela se encontró que Kehoe había escondido los explosivos en seis tramos de canalones, tres cañas de pescar de bambú y lo que describieron como "varas de molino de viento" que colocó en el techo del sótano.
Kehoe compró un rifle de cerrojo Winchester calibre .30 en diciembre de 1926, según el testimonio del teniente Lyle Morse, un investigador de la Policía Estatal de Michigan del Departamento de Seguridad Pública.

### Más preparativos

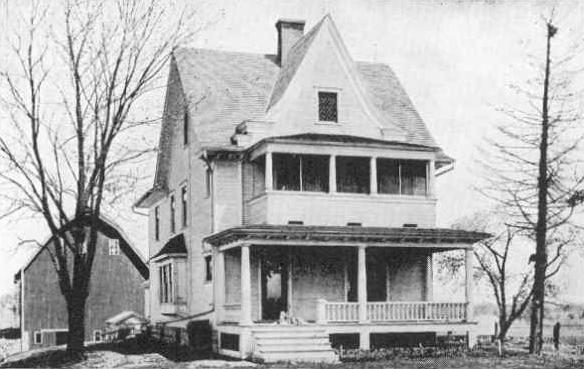
La casa de Andrew y Nellie Kehoe antes del desastre.

Antes del día del desastre, Kehoe había cargado el asiento trasero de su camioneta con restos metálicos capaces de producir metralla durante una explosión. También compró un nuevo juego de neumáticos para su camioneta para evitar averías al transportar los explosivos. Hizo muchos viajes a Lansing en busca de más explosivos, así como a la escuela, el municipio y su casa. Ida Hall, que vivía en una casa al lado de la escuela, vio actividad alrededor del edificio en diferentes noches durante mayo. En una ocasión, pasada la medianoche, vio a un hombre que llevaba objetos adentro. También vio vehículos alrededor del edificio varias veces a altas horas de la noche. Hall mencionó estos hechos a un familiar, pero nunca fueron denunciados a la policía.
Nellie fue dada de alta del Hospital St. Lawrence de Lansing el 16 de mayo y fue asesinada por su marido en algún momento entre su salida y los atentados dos días después. Kehoe puso su cuerpo en una carretilla en la parte trasera del gallinero de la granja, donde fue encontrado muy carbonizado después de las explosiones y el incendio de la granja. Apilados alrededor de la carretilla había cubiertos y una caja metálica para dinero en efectivo. A través de una rendija en la caja se podían apreciar las cenizas de varios billetes. Kehoe colocó y conectó bombas incendiarias de pirotol caseras en la casa y en todos los edificios de la granja.

## Día de las explosiones

### Bombas en la granja

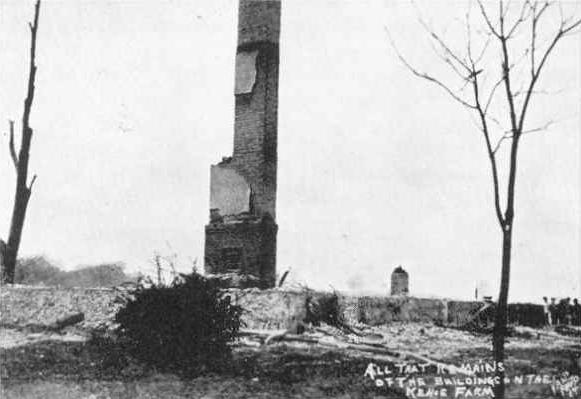
Los escasos restos de la granja Kehoe después de la explosión.

Aproximadamente a las 8:45  a. m. del miércoles 18 de mayo, Kehoe detonó las bombas incendiarias en su casa y en los edificios de su granja, lo que provocó que algunos escombros volaran hacia la casa de cría de aves de corral de un vecino. Los vecinos notaron pronto el incendio y los voluntarios acudieron rápidamente al lugar.
O.  H. Bush y varios otros hombres se arrastraron a través de una ventana rota de la granja en busca de supervivientes. Cuando no encontraron a nadie en la casa, rescataron todos los muebles que pudieron antes de que el fuego se extendiera a la sala de estar. Bush descubrió dinamita en un rincón; Recogió un montón de explosivos y se los entregó a uno de los hombres. Cuando Kehoe salió de la propiedad en llamas en su camioneta Ford, se detuvo para decirles a los que combatían el incendio que debían llegar a la escuela y luego se fue.

### Explosión del ala norte

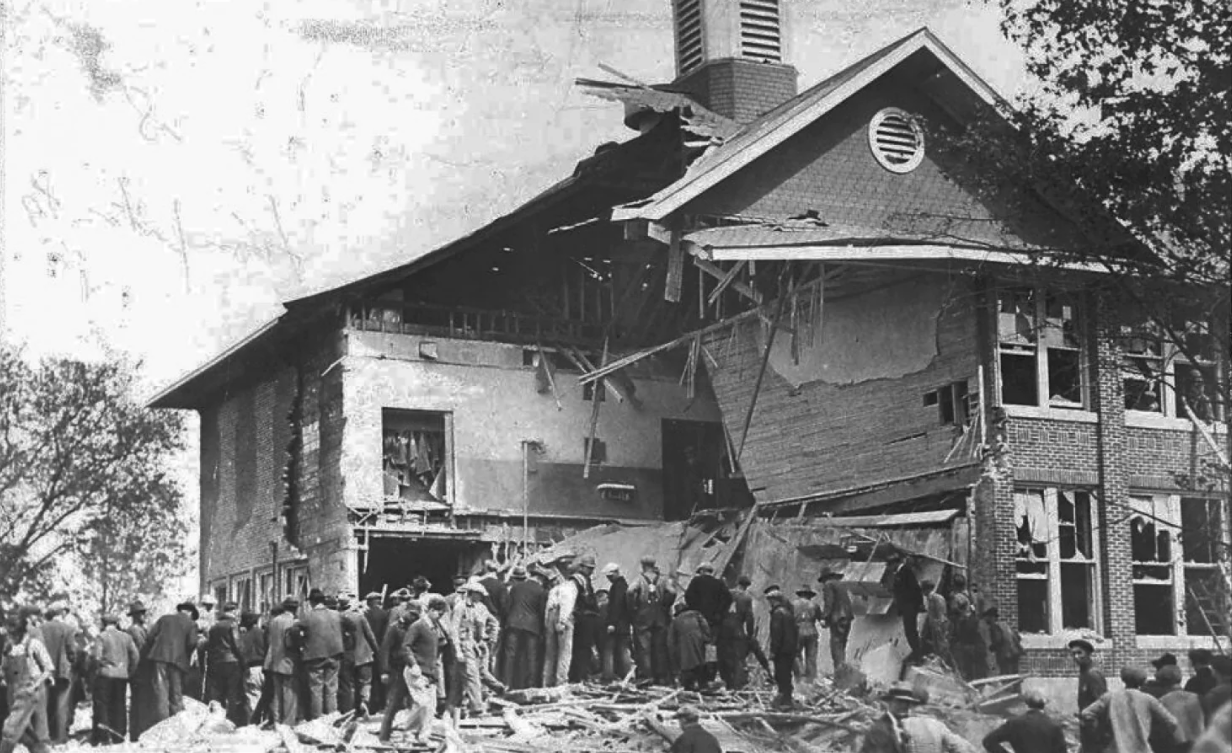
Vista frontal del edificio de la escuela tras la explosión.

Las clases en Bath Consolidated School comenzaban a las 8:30  a. m. así que Kehoe había puesto un despertador en el sótano del ala norte de la escuela que detonó la dinamita y el pirotol que había escondido allí alrededor de las 8:45  a. m. Los equipos de rescate que se dirigían al lugar del incendio de la granja Kehoe oyeron la explosión en el edificio de la escuela y dieron media vuelta en esa dirección. Los padres de la pequeña comunidad rural se apresuraron a acudir a la escuela. El edificio de la escuela parecía una zona de guerra, con 38 personas muertas en la explosión inicial, en su mayoría niños.
Posteriormente, periodistas entrevistaron a testigos presenciales y supervivientes. La maestra de primer grado Bernice Sterling le dijo a un periodista de Associated Press que la explosión fue como un terremoto:
"...el aire parecía estar lleno de niños y de pupitres y libros volando. Los niños eran lanzados por los aires, algunos eran catapultados fuera del edificio".
El testigo Robert Gates dijo que la escena era puro caos en la escuela:
Madre tras madre llegaron corriendo al patio de la escuela, exigieron información sobre su hijo y, al ver el cuerpo sin vida tirado en el césped, sollozaron y se desmayaron... En poco tiempo, más de 100 hombres estaban trabajando arrancando los escombros de la escuela, y casi la misma cantidad de mujeres hurgaban frenéticamente entre la madera y los ladrillos rotos en busca de rastros de sus hijos. Vi a más de una mujer levantar bloques de ladrillos unidos por un mortero más pesado de lo que un hombre promedio podría haber manejado sin una palanca.
Ellsworth relató:
Vi a una madre, la Sra. de Eugene Hart, sentada en la acera a poca distancia de la escuela con una niña muerta a cada lado y sosteniendo a un niño pequeño, Percy, que murió poco tiempo después de que lo llevaron al hospital. Esto fue más o menos cuando Kehoe hizo estallar su auto en la calle, hiriendo gravemente a Perry, el hijo mayor del Sr. y la Sra. Hart".
El ala norte de la escuela se había derrumbado, dejando el alero del techo en el suelo. Ellsworth recordó que "había un montón de niños de unos cinco o seis años bajo el techo". Se ofreció como voluntario para conducir de regreso a su granja y conseguir una cuerda lo suficientemente pesada como para quitar el techo de la escuela de los cuerpos de los niños. Al regresar a su granja, vio a Kehoe conduciendo en dirección opuesta, en dirección a la escuela. "Él sonrió y agitó la mano", dijo Ellsworth. "Cuando sonreía, podía ver ambas hileras de dientes".

### Explosión de la camioneta

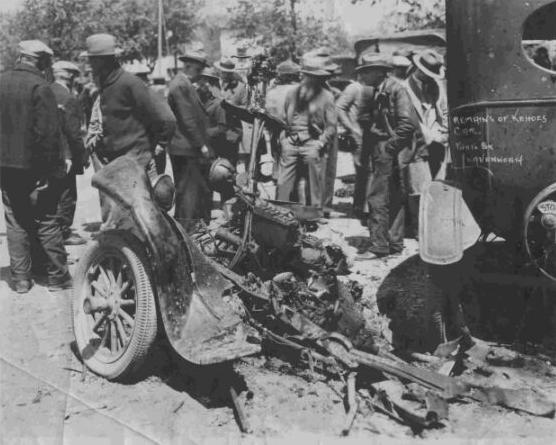
Restos de la camioneta Ford de Kehoe tras la explosión.

Kehoe condujo hasta la escuela aproximadamente media hora después de la primera explosión. Vio al superintendente Emory Huyck y lo llamó a su camioneta. Charles Hawson testificó en la investigación forense que vio a los dos hombres luchar por algún tipo de arma larga antes de que Kehoe detonara los explosivos almacenados en su camioneta, matándose inmediatamente; y a Huyck; Nelson McFarren, un granjero jubilado; y a Cleo Clayton, una niña de segundo grado de 8 años. Clayton sobrevivió a la primera explosión y luego salió del edificio de la escuela; Murió alcanzada por la metralla del vehículo que explotó.
La explosión de la camioneta esparció escombros sobre una gran área y causó grandes daños a los automóviles estacionados a media cuadra de distancia, con sus techos incendiados por la gasolina quemada. Hirió a varias personas y fatalmente al director de correos Glenn O. Smith, quien perdió una pierna y murió antes de llegar al hospital. O.  H. Bush recordó que uno de su equipo vendó "las heridas de Glenn Smith, el director de correos. Le habían volado la pierna".

### Recuperación y rescate
Las operadoras telefónicas permanecieron en sus centralitas durante horas para llamar a médicos, enterradores, trabajadores de hospitales de la zona y cualquier otra persona que pudiera ayudar. El Departamento de Bomberos de Lansing envió a varios bomberos y a su jefe. El médico local J. A. Crum y su esposa, una enfermera, que habían servido en la Primera Guerra Mundial, convirtieron su farmacia de Bath Township en un centro de clasificación. Los cadáveres fueron trasladados al ayuntamiento, que servía de depósito de cadáveres.
Cientos de personas trabajaron entre los escombros durante todo el día y hasta la noche en un esfuerzo por encontrar y rescatar a los niños atrapados debajo. Los contratistas del área enviaron a todos sus hombres para ayudar, y muchas otras personas acudieron al lugar en respuesta a las peticiones de ayuda. Finalmente, llegaron treinta y cuatro bomberos y el jefe del Departamento de Bomberos de Lansing, al igual que varios agentes de la Policía Estatal de Michigan que gestionaban el tráfico hacia y desde el lugar. El gobernador de Michigan, Fred W. Green, llegó durante la tarde del desastre y ayudó en las labores de socorro, transportando ladrillos fuera del lugar. La Lawrence Baking Company de Lansing envió un camión lleno de pasteles y sándwiches que fueron servidos a los rescatistas en el salón comunitario del municipio.
Los heridos y moribundos fueron transportados al Hospital Sparrow y al Hospital St. Lawrence en Lansing. La construcción de las instalaciones de St. Lawrence había sido financiada en gran parte por Lawrence Price, tío de Nellie Kehoe y exejecutivo a cargo de Lansing Car Assembly de Oldsmobile.

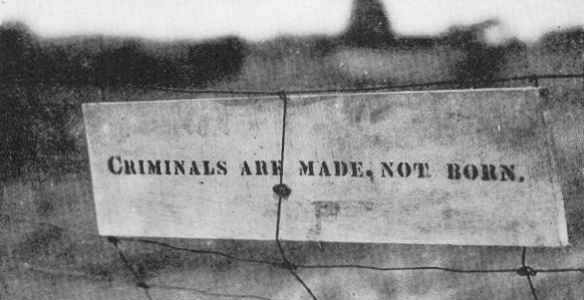
El mensaje estarcido que Kehoe confeccionó y dejó en una valla de su granja.

Durante la búsqueda de supervivientes y víctimas, los rescatistas encontraron 500 libras (230 kg) adicionales de dinamita que no habían detonado en el ala sur de la escuela. La búsqueda se detuvo para permitir a la policía estatal desarmar los dispositivos y encontraron un despertador programado para sonar a las 8:45 a. m. Los investigadores especularon que la explosión inicial pudo haber causado un cortocircuito en el segundo conjunto de bombas, impidiéndoles detonar. Registraron el edificio y luego regresaron a los trabajos de recuperación.
La policía y los bomberos se reunieron en la granja Kehoe para investigar los incendios allí. La policía estatal había buscado a Nellie Kehoe por todo Michigan, pensando que estaba en un sanatorio para tuberculosos, pero sus restos carbonizados fueron encontrados al día siguiente del desastre, entre las ruinas de la granja. Todos los edificios de la granja Kehoe fueron destruidos. Los dos caballos de Kehoe habían muerto quemados vivos, atrapados dentro del granero. Sus cadáveres fueron encontrados con las patas atadas con alambre, para impedir su escape o rescate. Los investigadores encontraron un letrero de madera atado con alambre a la cerca de la granja con el último mensaje de Kehoe escrito: "Los criminales se hacen, no nacen".

## Consecuencias
La Cruz Roja Estadounidense instaló un centro de operaciones en la farmacia Crum y tomó la iniciativa para brindar ayuda y consuelo a las víctimas. La sede de la Cruz Roja de Lansing permaneció abierta hasta las 11:30 horas esa noche para contestar llamadas telefónicas, actualizar la lista de muertos y heridos y brindar información y servicios de planificación para el día siguiente. La comunidad local respondió generosamente, como informó en su momento Associated Press: "un público comprensivo aseguró la rehabilitación de la comunidad afectada. La ayuda se ofreció gratuitamente con la esperanza de que el dolor de aquellos que perdieron a sus seres queridos pudiera aliviarse ligeramente mitigado." La Cruz Roja gestionó las donaciones enviadas para pagar los gastos médicos de los supervivientes y los gastos de entierro de los fallecidos. En pocas semanas, se recaudaron 5.284,15 dólares (equivalentes a 89.021 dólares en 2022) a través de donaciones, incluidos 2.500 dólares de la Junta de Supervisores del Condado de Clinton y 2.000 dólares de la Legislatura de Míchigan.
El desastre recibió cobertura nacional en los días siguientes, compartiendo titulares con el cruce transatlántico de Charles Lindbergh (aunque el cruce de Lindbergh recibió mucha más atención) y provocando una avalancha de dolor nacional. Los titulares de los periódicos de todo Estados Unidos caracterizaron a Kehoe como un maníaco, un loco y un demonio.
Personas de todo el mundo expresaron su solidaridad con las familias y la comunidad de Bath Township, incluidas cartas de algunos escolares italianos. Una  clase de quinto grado escribió: "Aunque somos pequeños, comprendemos todo el dolor y la desgracia que ha afectado a nuestros queridos hermanos". Otra clase de italianos escribió: "Rogamos a Dios para que dé a las madres y a los padres desafortunados la fuerza para soportar el gran dolor que les ha caído encima, estamos cerca de vosotros en espíritu".
El cuerpo de Kehoe fue reclamado por una de sus hermanas y fue enterrado en una tumba sin nombre en la sección de indigentes del cementerio Mount Rest en St. Johns, Míchigan. La familia Price enterró a Nellie Price Kehoe en un cementerio de Lansing bajo su apellido de soltera.
Miles de vehículos procedentes de zonas periféricas y de los estados circundantes llegaron al municipio de Bath. Sólo el sábado pasaron por allí más de 100.000 vehículos, lo que supone un tráfico enorme para la zona. Algunos residentes consideraron esto como una intrusión injustificada en su momento de duelo, pero la mayoría lo aceptó como una muestra de simpatía y apoyo de las comunidades circundantes. Los entierros de las víctimas individuales comenzaron ese viernes, dos días después del desastre. Los funerales y entierros continuaron el sábado y domingo hasta que todos los muertos fueron enterrados. Durante un tiempo después de la tragedia, el pueblo y la granja quemada de Kehoe continuaron atrayendo a curiosos.

### Investigación forense
El forense llegó al lugar el día del desastre y esa tarde tomó juramento a seis líderes comunitarios para actuar como jurado en la investigación de la muerte del superintendente Huyck. Se tomó testimonio informal el 19 de mayo y la investigación forense formal comenzó el 23 de mayo. El fiscal del condado de Clinton llevó a cabo el examen y más de 50 personas testificaron ante el jurado Durante su testimonio, David Hart declaró que Kehoe le había dicho que había "matado a un caballo" y The New York Times informó que algunas personas decían que Kehoe tenía "un temperamento ingobernable" y "parecía tener una manía por matar cosas". Los vecinos declararon que por esa época estaba cableando los edificios de su granja y que se mostraba evasivo sobre sus motivos.
El vecino de Kehoe, Sidney J. Howell, testificó que después de que comenzó el incendio en la granja Kehoe, Kehoe les advirtió a él y a tres hombres que se fueran de allí, diciendo: "Muchachos, ustedes son mis amigos, será mejor que salgan de aquí, será mejor que bajen a la escuela." Tres instaladores de líneas telefónicas que trabajaban cerca de Bath Township testificaron que Kehoe los pasó en su camioneta en el camino hacia la escuela y lo vieron llegar allí. Su camioneta giró bruscamente y se detuvo frente al edificio. Al instante siguiente, según los instaladores, el camión explotó y uno de ellos fue alcanzado por la metralla. Otros testigos testificaron que Kehoe hizo una pausa después de detenerse, llamó a Huyck para que se acercara a la camioneta y que los dos hombres lucharon antes de que el vehículo de Kehoe explotara.
Aunque nunca hubo dudas de que Kehoe era el perpetrador, se pidió al jurado que determinara si la junta escolar o sus empleados eran culpables de negligencia criminal. Después de más de una semana de testimonios, el jurado exoneró a la junta escolar y a sus empleados. En su veredicto, el jurado concluyó que Kehoe “se comportó con sensatez y ocultó sus operaciones de tal manera que no había motivo para sospechar ninguna de sus acciones; y además encontramos que la junta escolar y Frank Smith, conserje del edificio de la escuela, no fueron negligentes en sus deberes y no fueron culpables de negligencia alguna al no descubrir el plan de Kehoe”.
La investigación determinó que Kehoe asesinó a Huyck la mañana del 18 de mayo. También fue el veredicto del jurado que la escuela fue volada como parte de un plan y que Kehoe solo, sin la ayuda de conspiradores, asesinó a 43 personas en total, incluida su esposa Nellie. Se determinó que el suicidio fue la causa de la muerte de Kehoe, lo que elevó el número total de muertos a 44 en el momento de la investigación.
El 22 de agosto, tres meses después del atentado, Beatrice Gibbs, estudiante de cuarto grado, murió tras una operación de cadera. La suya fue la muerte número 45 y última directamente atribuible al desastre de la escuela de Bath, que lo convirtió en el ataque más mortífero jamás ocurrido en una escuela estadounidense hasta la fecha. Richard Fritz, cuya hermana mayor Marjorie murió en la explosión, resultó herido y murió casi un año después de miocarditis a la edad de ocho años. Aunque Richard no está incluido en muchas listas de víctimas, se cree que su muerte por miocarditis fue causada directamente por una infección resultante de sus heridas.

### Reconstrucción
El gobernador Green rápidamente pidió donaciones para ayudar a la gente del pueblo y creó el Fondo de Ayuda de Bath con el dinero aportado por los donantes, el estado y los gobiernos locales. Personas de todo el país donaron al fondo. La escuela se reanudó el 5 de septiembre  de 1927 y, durante el año escolar 1927-1928, se llevó a cabo en el salón comunitario, el ayuntamiento y dos edificios comerciales. La mayoría de los estudiantes supervivientes regresaron. La junta nombró a O. M. Brant de Luther, Míchigan, para suceder a Huyck como superintendente. El arquitecto de Lansing, Warren Holmes, donó los planos de construcción y la junta escolar aprobó los contratos para un nuevo edificio el 14 de septiembre. El 15 de septiembre, el senador estadounidense James J. Couzens presentó su cheque personal por valor de 75.000 dólares (equivalente a 1.263.506 dólares en 2022) para la construcción de la nueva escuela de Bath.  La junta demolió la parte dañada de la escuela y construyó una nueva ala con los fondos donados. Durante la reconstrucción se encontró dinamita en el edificio en tres ocasiones distintas. La Escuela Agrícola James Couzens se inauguró el  18 de agosto de 1928. La granja Kehoe fue completamente arada para garantizar que no hubiera explosivos escondidos en el suelo y se vendió en una subasta para pagar la hipoteca.

### Legado
El artista Carleton W. Angell presentó a la junta una estatua conmemorativa en 1928 titulada La niña con un gato (también conocida coloquialmente como Niña con un gatito). El Museo de la Escuela de Bath en la escuela secundaria del distrito escolar contiene muchos elementos relacionados con el desastre, incluida la estatua.
En 1975, el edificio Couzens fue demolido y el sitio fue remodelado como el Parque Conmemorativo James Couzens, dedicado a las víctimas. En el centro del parque se encuentra la cúpula original de la Bath Consolidated School, que sobrevivió al desastre y permaneció en la escuela hasta que derribaron el edificio Couzens. Después de algún debate, la Comisión Histórica de Michigan instaló un marcador histórico del estado de Michigan en el parque en 1991. En 2002, se colocó una placa de bronce con los nombres de los muertos en el desastre en una gran piedra cerca de la entrada del parque.
El  3 de noviembre de 2008, la ciudad anunció que se habían donado lápidas para Emilie y Robert Bromundt, las dos últimas víctimas de la explosión cuyas tumbas aún estaban sin identificar. Una subvención de una fundación pagó las lápidas. En septiembre de 2014, se instaló una lápida en la tumba de Richard A. Fritz, cuya muerte en 1928 se atribuyó a las heridas sufridas en la explosión. La lápida fue pagada por un autor que escribió sobre el desastre para un libro.
En 2011 se publicó un documental sobre el desastre, que incluía entrevistas con varios supervivientes que se habían grabado a partir de 2004. El 18 de mayo de 2017, en el 90 aniversario de la catástrofe, se celebró una mesa redonda en la Bath Middle School. El 1 de mayo de 2022, semanas antes del 95 aniversario del desastre, Irene Dunham, la última estudiante de la Bath School en el momento del desastre, murió a los 114 años.
Algunos consideran el desastre como un acto de terrorismo. Arnie Bernstein, autor de Bath Massacre: America's First School Bombing, dijo que "resuena poderosamente para los lectores modernos y nos recuerda que el terrorismo interno y los asesinatos en masa, lamentablemente, no son sólo un producto de nuestros tiempos". Los expertos médicos que escribieron en el Journal of Surgical Research caracterizaron el desastre como "el desastre terrorista pediátrico más grande en la historia de Estados Unidos". Harold Schechter, autor de Psycho USA y Maniac, calificó el desastre como "un horrendo acto de asesinato terrorista en masa".

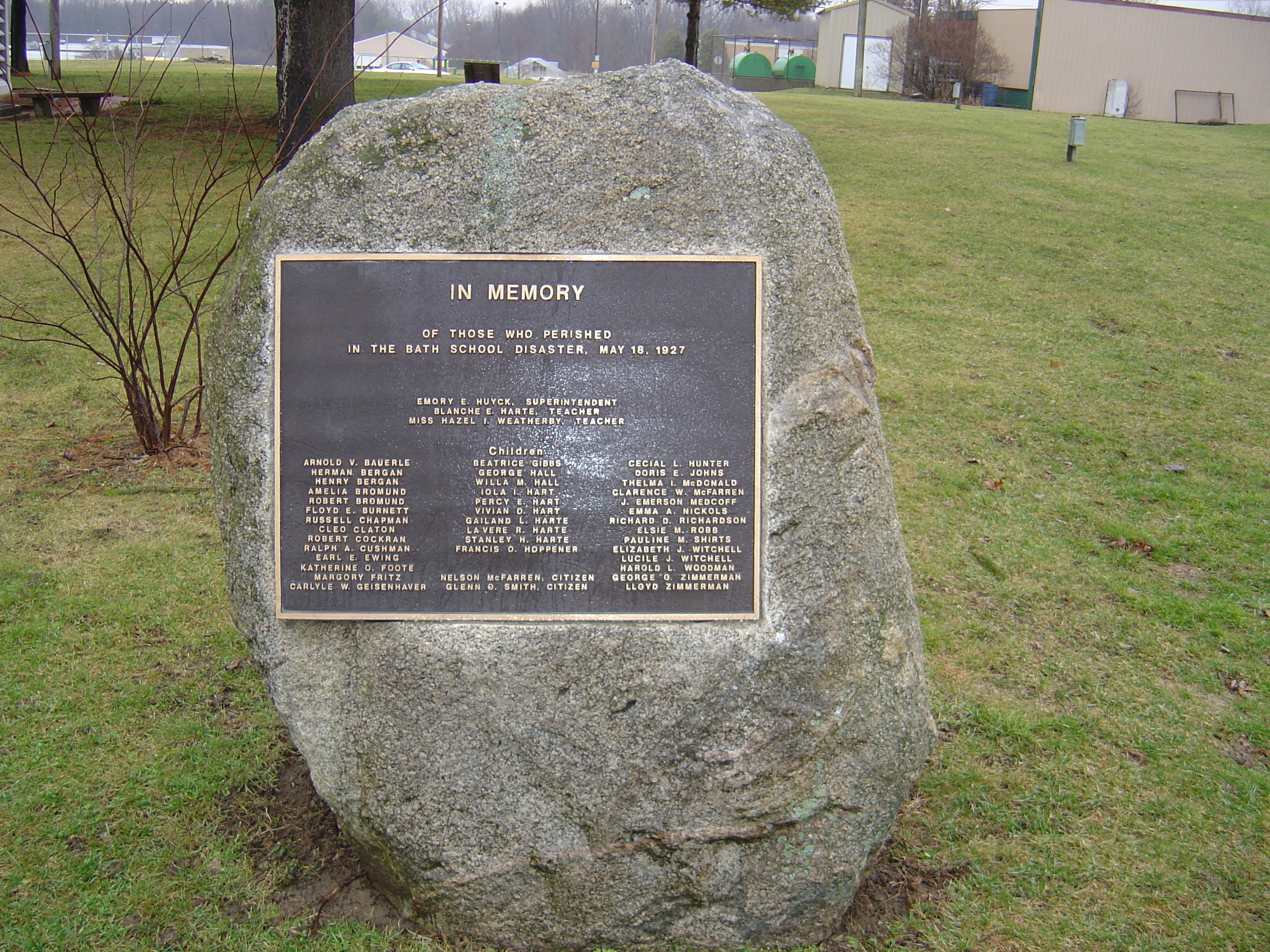
Placa a la entrada del Parque Conmemorativo James Couzens.

## Lectura adicional
- Está disponible una única copia de Mi álbum de recortes sobre la explosión de la escuela de Bath del 18 de mayo de 1927, con muchas fotografías, historias y citas de supervivientes nunca antes publicadas, escritas por el historiador de Bath Gene H. Wilkins y M.J. Ellsworth (Timber Wolf Publishing, Bath MI, 2002). para uso en el sitio/biblioteca únicamente en las colecciones especiales de la biblioteca de la Universidad Estatal de Michigan: libros raros remotos a través de esta URL del catálogo de MSU
- Mayday, History of a Village Holocaust de Grant Parker (Liberty Press, 1992): copia en línea del libro agotado de Grant Parker
- Revisando el desastre de la escuela de Bath de 1927 por Betty R. Damren y Samuel C. Damren. El legado de la corte. págs. 1–7. Lansing, Michigan: Sociedad Histórica del Tribunal de Distrito de los Estados Unidos para el Distrito Este de Michigan, Volumen XX, No. 1, febrero de 2013.